# Rudi Gfaller

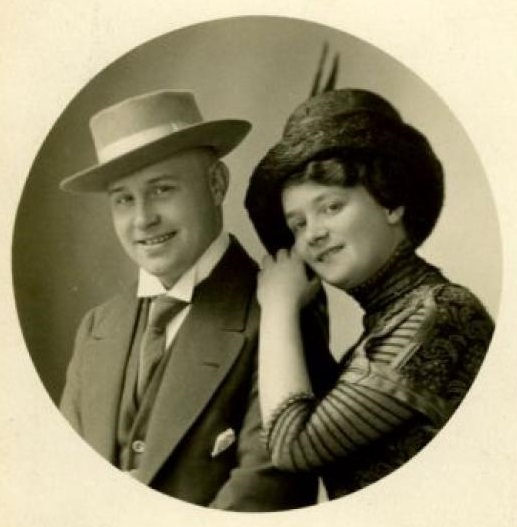
Gfaller mit Therese Wiet (1914)

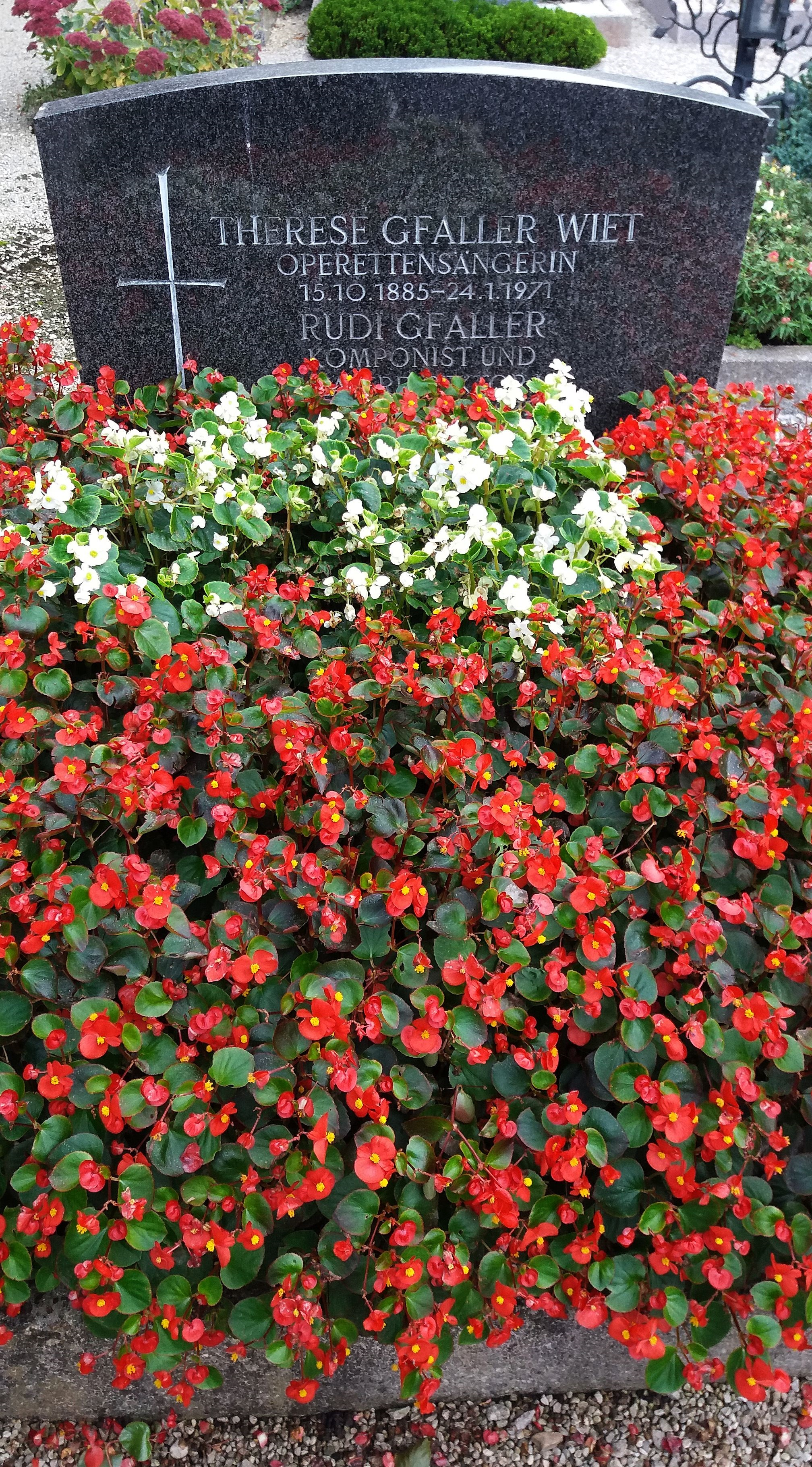
Grab von Rudi Gfaller und Therese Wiet auf dem Friedhof Bad Ischl

Rudi Gfaller (* 10. November 1882 in Wien; † 11. Februar 1972 in Bad Ischl) war ein österreichischer Komponist und Schauspieler.
Gfaller studierte am Konservatorium der Gesellschaft der Musikfreunde in Wien Musik. Anschließend hatte er Engagements an deutschen und tschechischen Bühnen. Im Winter 1906/07 wurde er Mitglied des Ensembles am Neuen Theater in Leipzig. Dort lernte er die Sängerin Therese Wiet (1885–1971) kennen und heiratete sie kurze Zeit später.
Bereits zu dieser Zeit besaß das Ehepaar Gfaller-Wiet ein Ferienhaus in Bad Ischl, wo nahezu alle Kompositionen Gfallers entstanden.
Nach seiner Heirat trat Gfaller als Schauspieler fast ausschließlich zusammen mit seiner Ehefrau auf. Neben seinen Auftritten gründete er in Leipzig die Panorama-Künstlerspiele. Dieses Theaterprojekt hatte bis zu einem Bombentreffer 1943 Bestand. Ausgebombt flüchtete Gfaller mit seiner Ehefrau nach Bad Ischl. Hier lebte das Ehepaar nach Kriegsende, hier starb Rudi Gfaller und auf dem Friedhof Bad Ischl fand er mit seiner Ehefrau auch seine letzte Ruhestätte.

## Werke (Auswahl)
- Der dumme August. Operette.
- Eine Walzernacht. Operette.
- Hallo, hier Garmisch. Operette.
- Die Gräfin bitteschön. Operette (späterer Titel Die Sacher-Pepi. Operette).
- Die himmelblaue Stadt. Operette.
- Madonna Christina. Operette.
- Der feurige Elias. Operette (Libretto: Hermann Demel und Maximilian Gottwald).
- Venedig in Wien. Operette.
- Der glückliche Kiebitz. Operette.
- Der Mann seiner Frau. Operette.